# Fodderty
Fodderty (Schots-Gaelisch: Fodhraitidh) is een dorp in de buurt van Dingwall in de Schotse lieutenancy Ross and Cromarty in het raadsgebied Highland.